# مانوئل یورت
مانوئل یورت (اسپانیایی: Manuel Lloret‎؛ زادهٔ ۴ اوت ۱۹۸۱) دوچرخه‌سوار اهل اسپانیا است. وی عضو تیم‌هایی همچون تیم دوچرخه‌سواری کلمه بوده است.